# Filborna vattentorn
Filborna vattentorn är ett vattentorn intill Österleden i Helsingborg i Skåne. Det är 40 meter högt och utformat som en svävande ring med 90 meters diameter. Vatten strömmar genom ringen som  för tankarna till en modern akvedukt. Vattentornet är ritat av arkitekten Gert Wingårdh. Vattentornet belönades 2022 med Kasper Salin-priset 2021.

## Beskrivning
Vattentornet rymmer 7 000 kubikmeter (m3) vatten och förutom själva tornet finns två lågreservoarer som rymmer 4 000 m3 vardera och en teknikbyggnad.
Under ringen finns en grönyta som kommer att vara tillgänglig för allmänheten. Grönytan ligger i anslutning till naturreservatet Bruces skog. Vattentornet på Fredriksdal, byggt 1962, kommer att fortsätta att vara i drift även efter att det nya vattentornet öppnats.

## Historia

### Vattenläcka försenar invigningen
Planen var att inviga vattentornet under sommaren 2020, men efter att läckage upptäckts från vattentanken försenades invigningen. Läckaget bestod av två hål i en polyetenduk. Det ena mätte en kvadratmillimeter och läckte 50 till 100 liter per dygn. Det andra mätte tio kvadratmillimeter och läckte 500 till 600 liter per dygn. Sedan den 8 mars 2022 har den yttre reservoaren fått sin läcka tätad och tagen i provdrift mot det kommunala nätet. Den inre reservoaren tätades redan vid årsskiftet och har varit i provdrift ett flertal gånger under början av året för att säkerställa att det inte finns läckage. Totalt är de två reservoarerna, den inre och yttre, fyllda med vardera 3,5 miljoner liter vatten som en backup till stadens vattenverk. Prognosen är att vattentornet kan sättas i drift vid halvårsskiftet.
Vattentornet invigdes officiellt den 7 juni 2022 under stadsmässan H22.

### Utmärkelser
Vattentornet belönades med Kasper Salin-priset 2021 vid Arkitekturgalan 2022. Juryns motivering löd:
| ” | Från antikens akvedukter till svampen i Örebro har det funnits en ambition att utveckla teknik och arkitektur i samverkan. Resultaten har ofta blivit häpnadsväckande vackra, beständiga och ikoniska byggnadsverk i sina landskap. Att utnyttja vattnets egen tyngd för distribution är en gammal och energieffektiv metod. Här har både arkitekten och arkitekturen bidragit till en lösning som vi hoppas i förlängningen ska visa sig vara lika hållbar som romartidens betong. | „ |

## Galleri

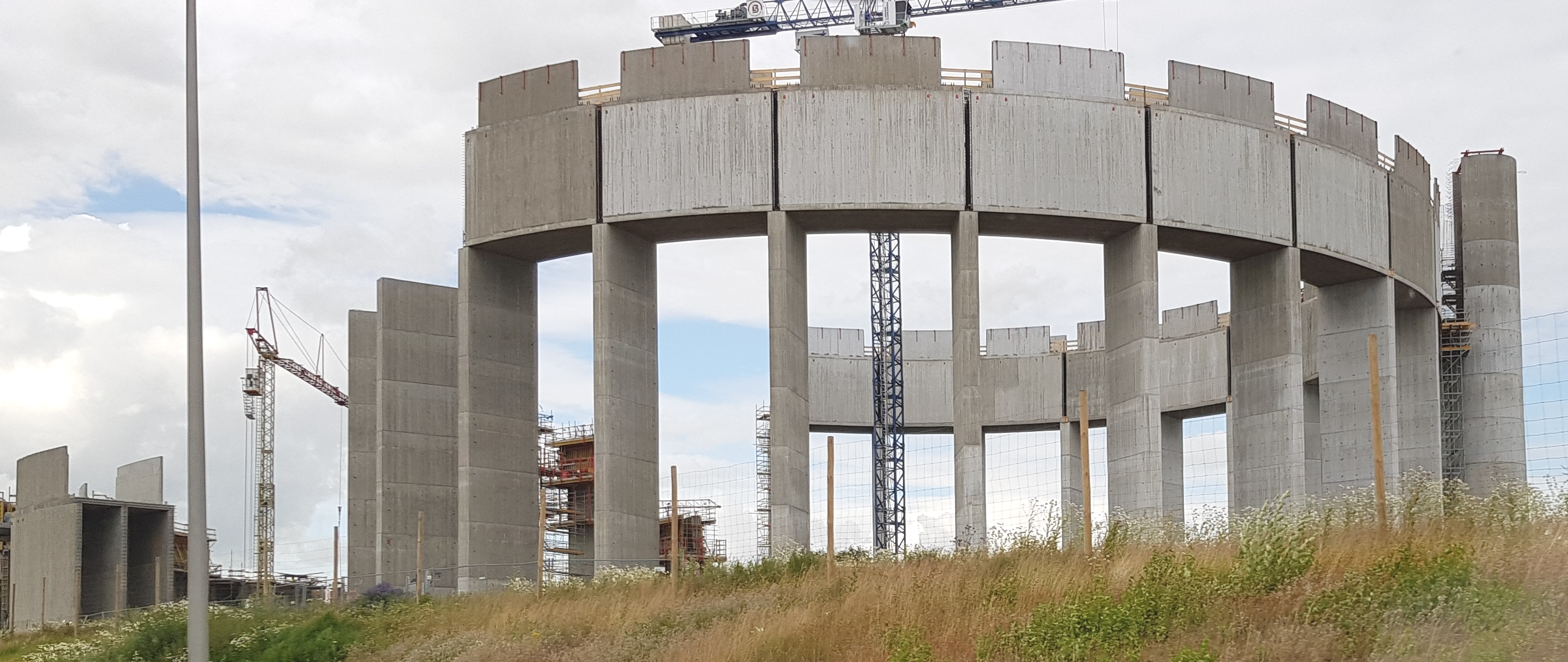
Filborna vattentorn under byggnad den 1 juli 2019.
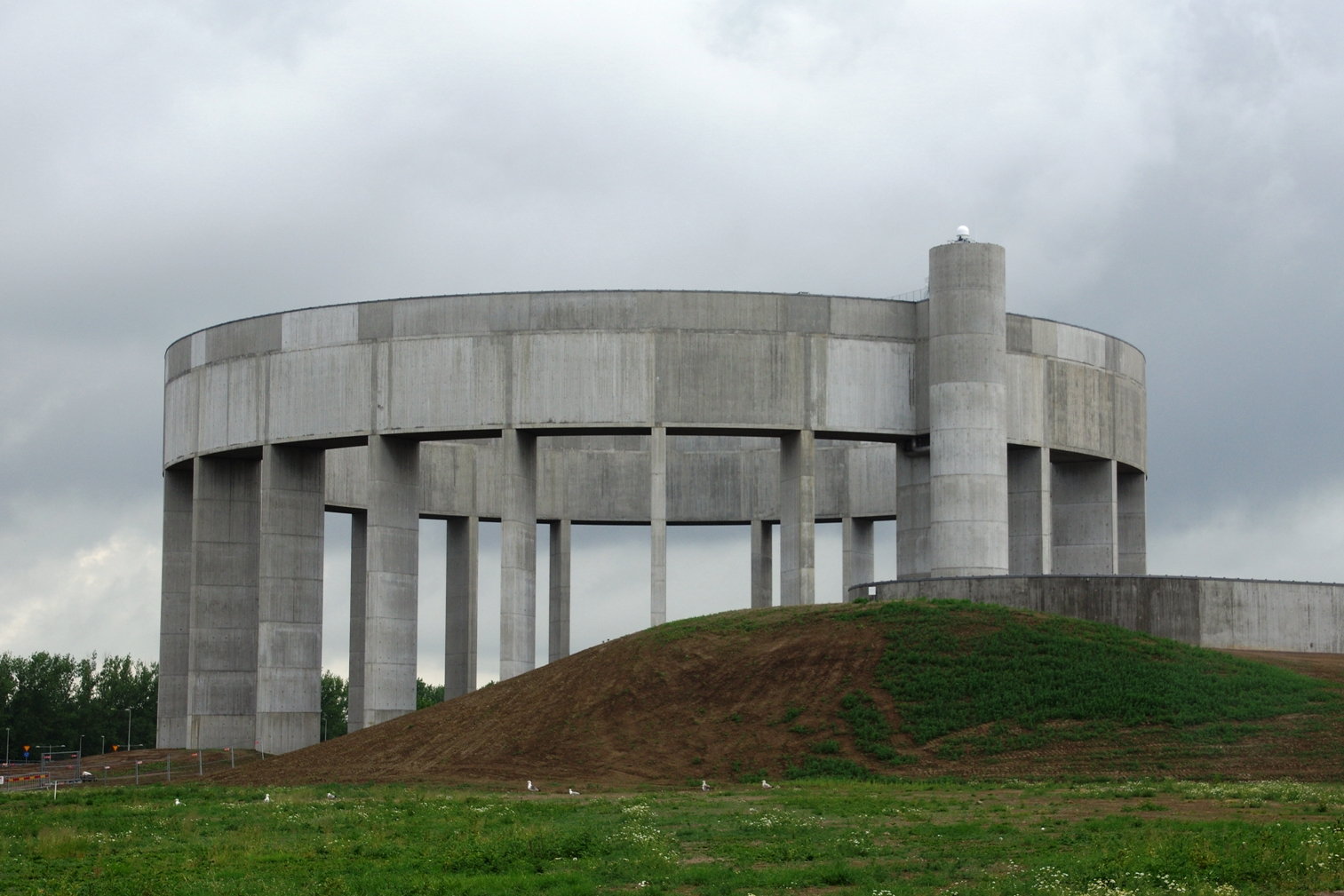
Filborna vattentorn den 28 juni 2020.